# Нью-Морган (Пенсільванія)
Нью-Морган (англ. New Morgan) — місто (англ. borough) в США, в окрузі Беркс штату Пенсільванія. Населення — 54 особи (2020).

## Географія
Нью-Морган розташований за координатами 40°11′22″ пн. ш. 75°54′5″ зх. д. / 40.18944° пн. ш. 75.90139° зх. д. (40.189419, -75.901477).  За даними Бюро перепису населення США в 2010 році місто мало площу 14,88 км², з яких 14,20 км² — суходіл та 0,68 км² — водойми.

## Демографія
Згідно з переписом 2010 року, у селищі мешкала 71 особа в 6 домогосподарствах у складі 2 родин. Густота населення становила 5 осіб/км².  Було 6 помешкань (0/км²).
Расовий склад населення:
| - 45,1 % — чорних або афроамериканців - 35,2 % — білих - 1,4 % — азіатів - 14,1 % — осіб інших рас |

До двох чи більше рас належало 4,2 %. Частка іспаномовних становила 19,7 % від усіх жителів.
За віковим діапазоном населення розподілялося таким чином: 73,2 % — особи молодші 18 років, 25,4 % — особи у віці 18—64 років, 1,4 % — особи у віці 65 років та старші. Медіана віку мешканця становила 17,5 року. На 100 осіб жіночої статі у селищі припадало 1320,0 чоловіків;  на 100 жінок у віці від 18 років та старших — 533,3 чоловіків також старших 18 років.
Середній дохід на одне домашнє господарство  становив 65 138 доларів США (медіана — 53 750), а середній дохід на одну сім'ю — 78 625 доларів (медіана — 88 750). 
Цивільне працевлаштоване населення становило 8 осіб. Основні галузі зайнятості: транспорт — 25,0 %, публічна адміністрація — 25,0 %, фінанси, страхування та нерухомість — 25,0 %.